# Каминито
Каминито („малка пътека“ на испански) е алея-музей разположена в квартал Ла Бока, Буенос Айрес, Аржентина. Мястото е придобило известност, тъй като е вдъхновило музиката на известното танго „Каминито“ (1926), композирана от Хуан де Дио Филиберто.

## История
През 19-ти век, по протежението на сегашната улица е протичала малка река, вливаща се в река Риачуело. По-късно в същия век, тази област на реката, станала известна като Пунтин, умалително наименование на генуезки за мост (на мястото е имало мостче, което позволявало на жителите да пресичат реката). След пресъхването на рекичката, на мястото били положени железопътни линии на Железни пътища Буенос Айрес и пристанище Енсенада. Неизползвана вече част от тези линии, все още съществува в края на Каминито, по протежението на улица Гарибалди.
В 1954 г., ж.п. линията била затворена и мястото се превърнало в неугледно сметище. През следващите три години, живеещият наблизо аржентински художник Бенито Кинкела Мартин, старателно подготвил и оцветил в пастелни цветове стените на изоставените къщи. В 1960 г. в южния край била построена дървена сцена, заменена през 1972 година от театрална постройка. Художникът бил личен приятел на композитора на аржентинско танго Хуан де Дио Филиберто, създал през 1926 година известната мелодия със същото име.

## Галерия
- Каминито като железопътна улица, 1939 година
- Каминито около 1950 година
- Каминито през 1960 година, нововъзстановена
- Лиричното Каминито, увековечено в песен на Хуан де Дио Филиберто
- Пастелните цветове на Каминито
- Емблемата на магазин за шоколадови изделия „Хавана“, Каминито
- Ярко оцветени къщи и художници продаващи произведенията си, Каминито
- Началото на улица Каминито

## Външни връзки
- Улица Каминито в квартал Ла Бока (на испански)